# Miss Piauí 2009
Miss Piauí 2009 foi a 51ª edição do tradicional concurso de beleza feminino de Miss Piauí, válido para a disputa de Miss Brasil 2009, único caminho para o Miss Universo. O concurso, coordenado pelo colunista social Nelito Marques, ocorreu no estúdio Atlantic City Club com a presença de vinte (20) candidatas de distintos municípios do Estado, com transmissão simultânea pela TV Cidade Verde. A detentora do título no ano anterior, Marinna de Paiva Lima, coroou sua sucessora no final do evento, sendo esta a represente do município de Teresina, Francisca Vanessa Barros.

## Resultados

### Colocações
| Posição    | Cidade e Candidata |
| Vencedora  | - Teresina - Vanessa Barros |
| 2º. Lugar  | - Piripiri - Maria Cândido |
| 3º. Lugar  | - Altos - Layla Vieira |
| Finalistas | - Nazária - Andrezza Caroline - Oeiras - Lucyhara Carvalho - Pedro II - Luciana Mendes - Piracuruca - Renata Brandão - Valença - Kleverlane Barbosa |

### Prêmios Especiais
O concurso distribuiu somente o prêmio de Miss Simpatia este ano:
| Prêmio        | Cidade e Candidata            |
| Miss Simpatia | - Miguel Alves - Bruna Amorim |

## Jurados

### Final
Ajudaram a eleger a campeã: 
| 1. Ana Paula, política; 2. Dina Magalhães, jornalista; 3. Marcus Peixoto, publicitário; 4. Cícero Cardoso, colunista social; 5. Alda Caddah, proprietária da "Aldatur"; 6. Ermelinda Castelo Branco, empresária; 7. Kalina Rameiro, artista plástica; 8. Luís Claudino, empresário; 9. Lícia Neiva, empresária; 10. Joana D'Arc, cantora; | 1. Martta Celina, advogada; 2. Van Carvalho, empresária; 3. Valdeci Cavalcante, advogado; 4. Pascoal Pinheiro, cirurgião plástico; 5. Sebastião Ribeiro, desembargador; 6. Wellington Soares, professor; 7. Socorro Ribeiro, empresária; 8. Ronaldo Veras, arquiteto; 9. Robert Rios, deputado; |

## Candidatas
Disputaram o título este ano: 
| - Água Branca - Lídia Barroso - Altos - Layla Vieira - Amarante - Aline Araújo - Aroazes - Gabriela Siqueira - Barras - Aline Sousa - Bom Jesus - Hermelinda Benvindo - Francisco Santos - Juliene Silva - Lagoa Alegre - Janete Marques - Landri Sales - Natália Moraes - Matias Olímpio - Pâmela Oliveira | - Miguel Alves - Bruna Amorim - Nazária - Andrezza Caroline - Oeiras - Lucyhara Carvalho - Pedro II - Luciana Mendes - Piracuruca - Renata Brandão - Piripiri - Maria Cândido - São Julião - Natanne Alencar - Teresina - Vanessa Barros - União - Joicy Caldas - Valença - Kleverlane Barbosa |